# Radioluminescenza

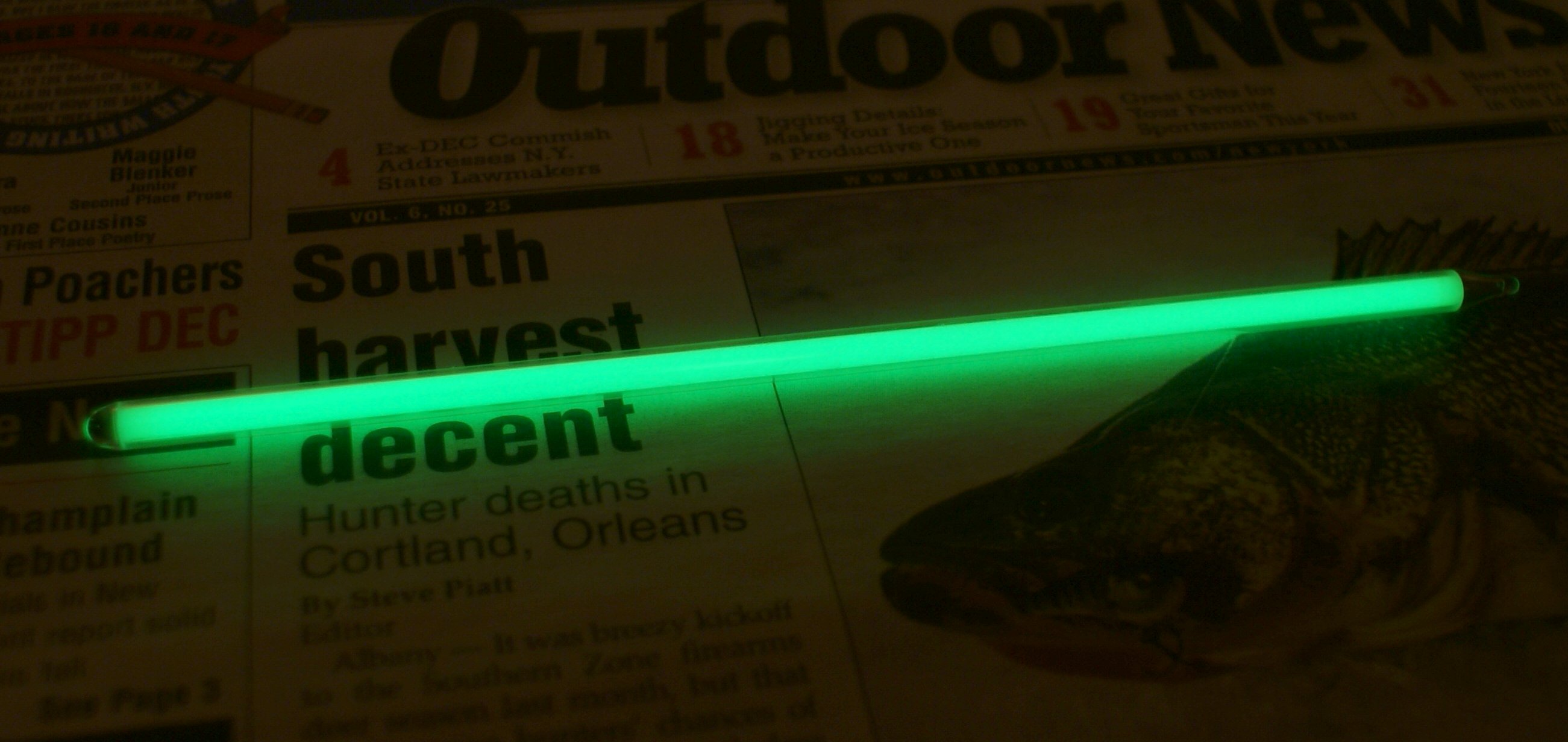
Tubo radioluminescente da 1,8 curie (67 GBq) 152,4 millimetri x 5,1 millimetri

La radioluminescenza è il fenomeno per cui la luce è prodotta in un materiale dal bombardamento con radiazioni ionizzanti come le particelle beta. La radioluminescenza viene utilizzata come sorgente di luce a basso livello per l'illuminazione notturna di strumenti o insegne o altre applicazioni in cui la luce deve essere prodotta per lunghi periodi senza fonti di energia esterne. La vernice radioluminescente veniva anche utilizzata per dipingere le lancette e i quadranti degli orologi, consentendo loro di essere letti al buio. La radioluminescenza è stata a volte anche osservata nelle sorgenti di radiazioni ad alta potenza come i reattori nucleari e i radioisotopi.

## Meccanismo
La radioluminescenza si verifica quando una particella radioattiva entrante si scontra con un atomo o molecola, eccitando un elettrone orbitale ad un livello energetico superiore. L'elettrone poi ritorna al suo livello di energia terreno emettendo l'energia supplementare come un fotone di luce. Il fotone di luce rilasciata è di solito un fotone invisibile all'occhio umano. Pertanto, nelle sorgenti luminose radioluminescenti, la sostanza radioattiva viene miscelata con un fosfòro  (da non confondere con l'elemento chimico fosforo), una sostanza chimica che rilascia luce di un particolare colore quando colpita dalla particella.

## Trizio

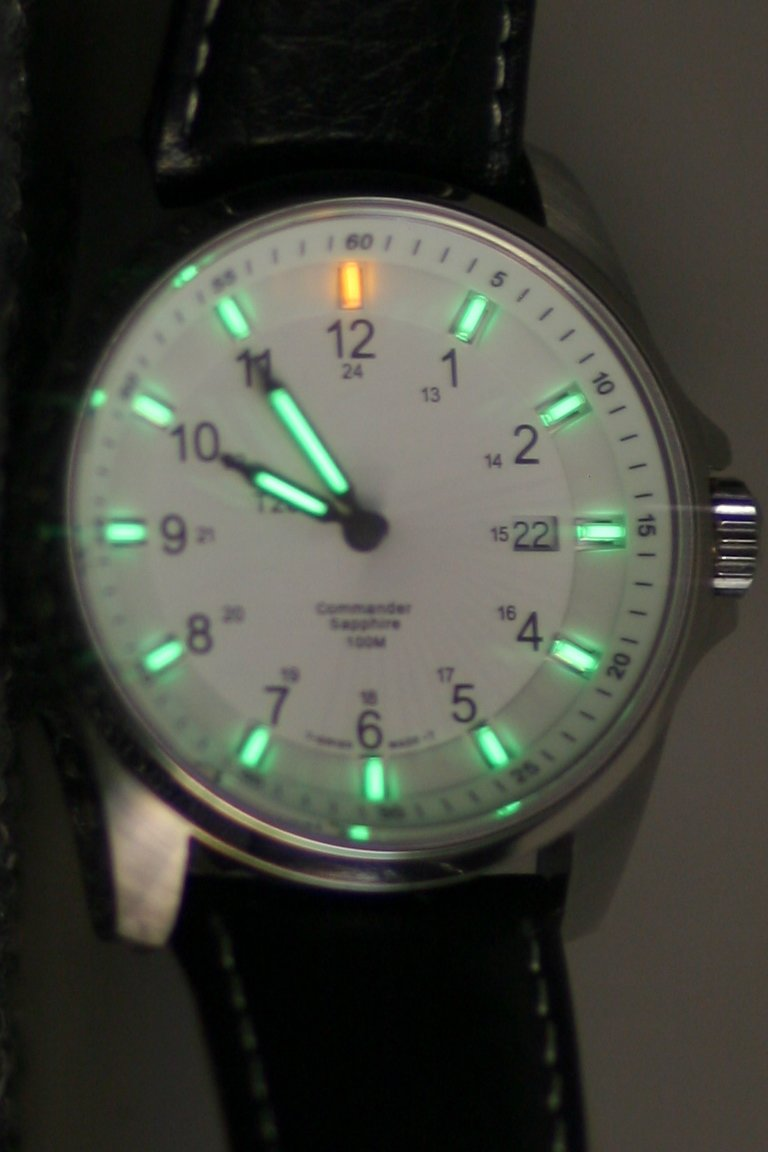
Quadrante di orologio da polso illuminato da tubi di trizio

Attualmente, il trizio è praticamente l'unico radioisotopo consentito per l'utilizzo commerciale di sorgente luminosa radioluminescente. È utilizzato sui quadranti degli orologi da polso, sui mirini delle armi e nella segneletica di sicurezza (ad esempio per individuare le uscite di sicurezza). Il gas trizio è contenuto in un piccolo tubo di vetro, rivestito all'interno con un fosfòro. Le particelle beta emesse dal trizio colpiscono le molecole del fosfòro e le inducono a fluorescenza, che emette la luce, generalmente di colore giallo-verde.
Il trizio viene utilizzato perché si ritiene che la sua minaccia sia trascurabile per la salute umana, al contrario di altre fonti radioluminescenti precedenti, come il radio (vedi sotto), che ha rivelato un significativo rischio radiologico. Le basse emissioni energetiche pari a 5,7 keV delle particelle beta emesse dal trizio non possono passare attraverso il tubo di vetro che le racchiude. Anche se potessero attraversare il vetro, non sono in grado di penetrare la pelle umana. Il trizio rappresenta una minaccia per la salute umana solo se ingerito. Poiché il trizio è un gas, se il tubo che lo contiene dovesse rompersi, il gas si disperderebbe nell'aria e si diluirebbe a concentrazioni sicure.
Il trizio ha un tempo di dimezzamento di 12,3 anni, quindi la luminosità di una sorgente luminosa di trizio si ridurrà a metà del suo valore iniziale in quel momento.

## Radio

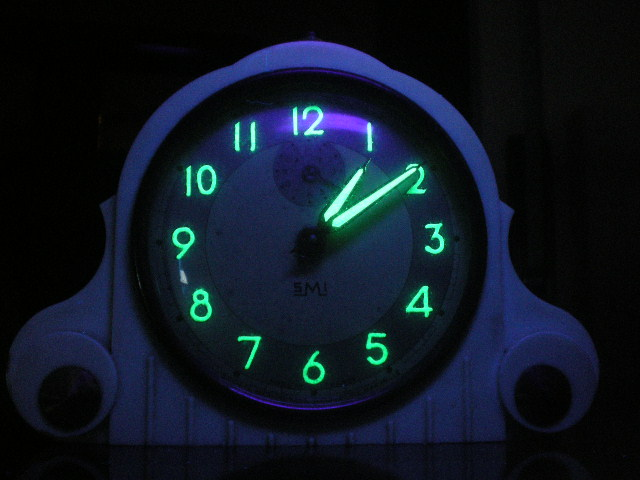
Un orologio del 1950 con quadrante al radio, esposto alla luce ultravioletta per aumentarne la luminescenza

Storicamente, una miscela di radio e rame drogato solfuro di zinco è stato utilizzato per dipingere i quadranti degli orologi che danno una luce verdastra. I fosfòri contenenti rame solfuro di zinco drogato (ZnS:Cu) producono una luce blu-verde; rame e manganese-drogato di solfuro di zinco (ZnS:Cu, Mn), creano luce giallo-arancio. Le vernici luminescenti a base di radio non sono più utilizzate a causa del pericolo di radiazioni negli operai che fabbricano i quadranti. Questi fosfòri non sono adatti per l'utilizzo in strati di spessore maggiore di 25 mg/cm², in quanto l'auto-assorbimento della luce diventa un problema. Inoltre, il solfuro di zinco subisce un degrado della struttura del reticolo cristallino, con conseguente perdita graduale della luminosità significativamente più veloce rispetto all'esaurimento del radio.
Gli schermi di spintariscopi rivestiti con ZnS:Ag furono utilizzati da Ernest Rutherford nei suoi esperimenti per la scoperta del nucleo atomico.